# Province de Chumbivilcas
La province de Chumbivilcas (en espagnol : Provincia de Chumbivilcas) est l'une des treize provinces de la région de Cuzco, au sud du Pérou. Son chef-lieu est la ville de Santo Tomás.

## Géographie
La province couvre une superficie de 5 731,08 km2. Elle est limitée au nord par la province de Paruro et la province d'Acomayo, à l'est par la province de Canas et la province d'Espinar, au sud par la région d'Arequipa et à l'ouest par la région d'Apurímac.

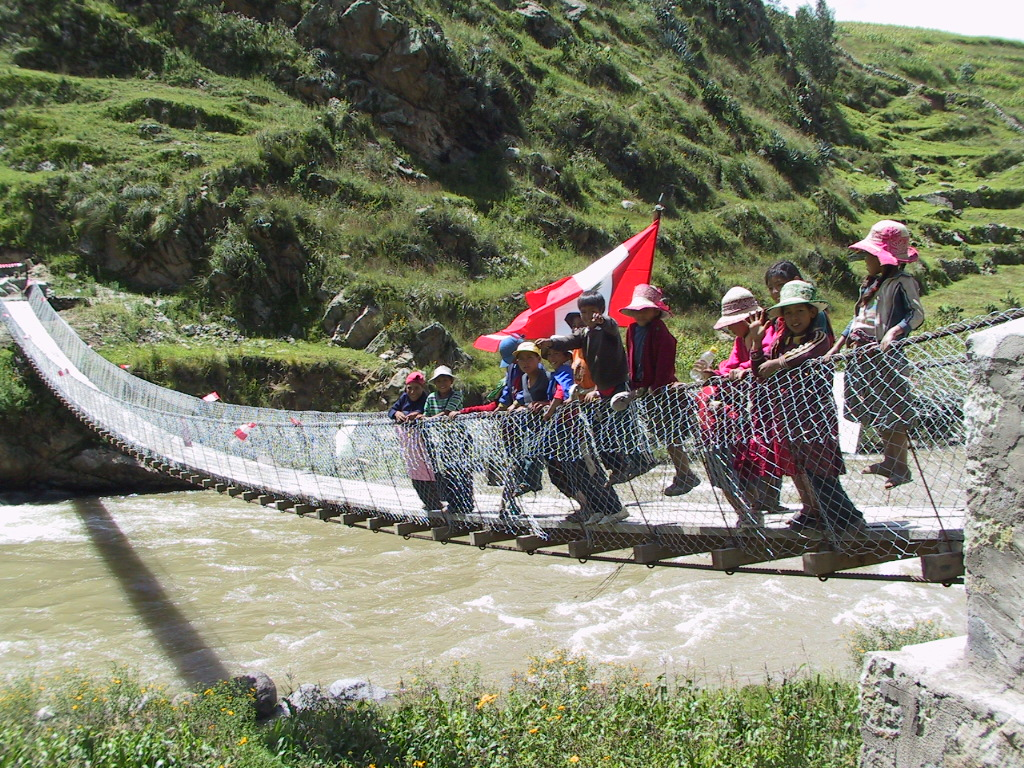
Des enfants agitent le drapeau péruvien sur la nouvelle passerelle qui traverse Qañawimayu à Qullpatumayku, dans la province de Chumbivilcas

## Population
La population de la province s'élevait à 77 721 habitants en 2005.

## Subdivisions
La province de Chumbivilcas est divisée en huit districts :
- Capacmarca
- Chamaca
- Colquemarca
- Livitaca
- Llusco
- Quiñota
- Santo Tomás
- Velille